# 玛丽莲·斯特拉森
玛丽莲·斯特拉森，DBE （1941年3月6日—） 是一位英国人类学家，並且研究過生殖技術。 她曾于1998年至2009年期間担任剑桥大学格顿学院院长。2016年当选美國哲學學會會士 。